# پلینول (میشیگان)
پلینول، میشیگان (به انگلیسی: Plainwell, Michigan) یک شهر در ایالات متحده آمریکا با جمعیت ۳٬۸۰۴ نفر است که در میشیگان واقع شده‌است.

## موقعیت جغرافیایی
موقعیت جغرافیایی شهرها و مناطق اطراف به شرح زیر است: